# Agestrata arnaudi
Agestrata arnaudi är en skalbaggsart som beskrevs av Allard 1990. Agestrata arnaudi ingår i släktet Agestrata och familjen Cetoniidae. Inga underarter finns listade i Catalogue of Life.